# گدار زنا ۱
گدار زنا ۱ یک اندیس فلزی است که در حوالی شهر نکیسان استان کرمان قرار دارد و مادهٔ معدنی موجود در آن، مس است.سنگ میزبان این اندیس گرانودیوریت است و دیرینگی آن به دوران الیگومیوسن می‌رسد. در این اندیس، پاراژنز‌های پیریت یافت می‌شوند.